# 백승두
백승두(1940년 4월 18일~)는 대한민국의 정치인이다. 민선 1·2기 진주시장을 역임하였다. 진주시가 진양군과 통합하기 직전 관선 진주시장과 1995년 진주시와 진양군이 통합한 이후 제1대 진주시장(통합진주시장)을 지냈다.
진주시 집현면 출생이다. 부산대학교 상과대학을 졸업하였으며, 행정공무원으로 경상남도 기획담당관과 내무부 지역경제 과장과 교부세 과장을 지냈고, 대통령 비서실(민정)에서 근무하였다. 관선 거제군수·의창군수·김해시장·진주시장을 지냈다.
1995년 3월 진주시장에서 사직하고, 1995년 6월 제1회 전국동시지방선거에서 진주시장 선거에 출마, 54,340표(득표율 32.37%)를 득표하며 당선되었다. 이후 1998년 제2회 지선에서는 76,608표(득표율 53.74%)를 얻어 재선되었다.

## 학력
- 중안국민학교 (졸업)
- 진주중학교 (졸업)
- 진주고등학교 (졸업)
- 부산대학교 상과대학 (무역학 / 학사)

## 역대 선거 결과
|  | 32.37% |

|  | 53.74% |